# Zorian Dołęga-Chodakowski
Zorian Dołęga-Chodakowski, właśc. Adam Czarnocki (ur. 4 kwietnia 1784 w Podhajnej koło Nieświeża, zm. 17 listopada 1825) – polski etnograf, archeolog, historyk i słowianofil; jeden z głównych prekursorów badań nad Słowiańszczyzną, obok Adama Naruszewicza, Jana Potockiego, Józefa Maksymiliana Ossolińskiego i Wawrzyńca Surowieckiego. W jego pracach występowały akcenty antyfeudalne i antyklerykalne. Główna praca drukowana: O Sławiańszczyźnie przed chrześcijaństwem.
Zorian Dołęga-Chodakowski jest uważany za prekursora odnowy religii Słowian.

## Życiorys
Adam Czarnocki urodził się w niezamożnej rodzinie szlacheckiej. Jego ojcem był oficjalista dworski Jakub Czarnocki, a matką Sekundyna z domu Borodziczówna. Po śmierci matki ojciec oddał go w 1795 roku pod opiekę krewnego, Ksawerego Czarnockiego, podstolego witebskiego z Lecieszyna. W majątku podstolego nie był jednak traktowany na równi z innymi członkami rodziny, co spowodowało jego rozgoryczenie i zwrócenie się ku klasie chłopskiej. Ukończył szkołę powiatową w Słucku w 1801 roku. Potem zaczął się przygotowywać do zawodu prawnika. Praktykę adwokacką odbywał w Nowogródku i Mińsku. W 1807 roku przyjął posadę plenipotenta dóbr hrabiego Józefa Niesiołowskiego i osiadł w Worończy.
W roku następnym carska policja przechwyciła jego list odpowiadający na wezwanie do wstępowania w szeregi polskiego wojska w Księstwie Warszawskim. Nocą z 25 na 26 marca 1809 roku został aresztowany, a następnie skazany na dożywotnią służbę „w sołdatach”. Wysłany do dywizji w Omsku, w czasie pieszej wędrówki na Syberię prowadził raptularz zatytułowany Bez chęci podróż moja, który obecnie pozostaje zaginiony. Latem 1810 roku udało mu się pod Bobrujskiem uciec z dywizji. Wstąpił do piątego pułku piechoty i z armią Napoleona zawędrował aż pod Smoleńsk.
Pseudonim Zorian Dołęga Chodakowski przyjął w 1813 roku i wtedy rozpoczął badania ludoznawcze. Przez kilka lat wędrował po kraju, notował pieśni i podania ludowe, gromadził materiały z zakresu „starożytności słowiańskich”. W 1817 roku uzyskał protekcję i wsparcie finansowe księcia Adama Jerzego Czartoryskiego. Aby uzyskać stałą dotację instytucji naukowej na dalsze badania, napisał wiosną 1818 roku w Sieniawie rozprawę O Sławiańszczyźnie przed chrześcijaństwem. Została opublikowana w 5. numerze „Ćwiczeń Naukowych”. Jednak przedsięwzięcie Zoriana zostało ocenione negatywnie i odrzucone, najpierw na Uniwersytecie Wileńskim, a potem wśród rosyjskich mecenasów. W 1819 roku został wybrany na członka Warszawskiego Towarzystwa Przyjaciół Nauk. Został przychylnie przyjęty przez rosyjskie środowisko naukowe, m.in. dzięki krytyce tekstów historyka Nikołaja Karamzina, który miał wielu wrogów w swoim środowisku. Przedstawiony przez Chodakowskiego „Projekt naukowej podróży po Rosji” uzyskał subwencję, choć rok później ją stracił poprzez wpływy Karamzina.
Ożenił się z Konstancją Fleming w 1819 roku. W ciągu dwóch lat zmarł syn z tego związku, a potem również żona. Wkrótce Chodakowski ożenił się powtórnie.
Popadł w biedę i do końca życia nie uzyskał już finansów na badania. Mimo to dalej ciężko pracował i gromadził materiały. Ostatnią rozprawę, Próba wyjaśnienia słowa kniaź – ksiądz, ukończył w 1824 roku. Pod koniec życia podjął posadę zarządcy dóbr u pewnego ziemianina w guberni twerskiej. Tam zmarł w 1825 r. w nieznanych okolicznościach.

## Dorobek naukowy
Najważniejsze tezy zawarł w rozprawie O Sławiańszczyźnie przed chrześcijaństwem. Chrześcijaństwo, według Chodakowskiego, zatarło cechy Słowian, zniszczyło ich dorobek kulturowy. Elementy przedchrześcijańskiej historii, religii, kultury  Słowian miały przetrwać jedynie w folklorze ludowym. Chodakowski postulował odrodzenie narodu dzięki szeroko zakrojonym badaniom nad ludem wiejskim i jego obyczajami:

Trzeba pójść i zniżyć się pod strzechę wieśniaka w różnych odległych stronach, trzeba śpieszyć na jego uczty, zabawy i różne przygody. Tam, w dymie wznoszącym się nad głowami, snują się jeszcze stare obrzędy, nucą się dawne śpiewy i wśród pląsów prostoty odzywają się imiona bogów zapomnianych. W tym gorzkim zmroku dostrzec można świecące im trzy księżyce, trzy zorze dziewicze, siedem gwiazd wozowych.

Zebrał około 2 tys. pieśni polskich, rusińskich, rosyjskich, czeskich. Część z nich została opublikowana jako Śpiewy sławiańskie pod strzechą wiejską zebrane. Doceniał lud, a swoją opinie o nim zawarł w opinii Złe ma serce ten, kto ludu nie kocha braterską miłością, co znalazło w okresie późniejszym oddzwięk w ideologii romantyków.
Prócz zapoczątkowania badań etnograficznych był również prekursorem archeologii i toponomastyki. Badał grodziska i kurhany. Na tej podstawie opracował teorię wschodniosłowiańskich grodzisk, które nazywał „stare-sta”.
W okresie swego życia był również najlepszym znawcą, niedawno wtedy odkrytego, tekstu Słowa o wyprawie Igora.
Chodakowski na określenie Słowian używał nazwy „Sławianie”, którą wywodził od sławy i przytaczał na poparcie swej tezy liczne argumenty językowe.

## Wpływ na literaturę
Pokolenie romantyków ruszyło w ślady Chodakowskiego szukając wśród ludu natchnienia i budulca dla swej twórczości. Wytworzył się nowy typ literata-wędrownika, a moda ta stała się powszechna. Wędrówki po kraju prowadzili Seweryn Goszczyński, Ryszard Berwiński, Lucjan Siemieński, Kazimierz Władysław Wójcicki i inni.
Pieśń gminna została rozsławiona najpierw przez Ballady i romanse Mickiewicza, następnie przez Dziady Mickiewicza, Zamek kaniowski Goszczyńskiego, poezję Bohdana Zaleskiego, a przede wszystkim przez Pieśń Wajdeloty z Konrada Wallenroda.
Nazwisko Chodakowskiego po raz pierwszy pojawiło się w utworach poetyckich w 1832 r. w Córze Sławy Jana Kollara i Jezierskim Puszkina. Pierwszym takim utworem polskim był Mistrz Dominika Magnuszewskiego. Jako Zorian występuje też w Królu-Duchu Juliusza Słowackiego. Był też pierwowzorem poety Justyna z powieści Kraszewskiego „Dwa światy”. Biografię Dołęgi-Chodakowskiego w literaturze przedstawił m.in. Franciszek Rawita-Gawroński.

## Dzieła
- O Sławiańszczyźnie przed chrześcijaństwem (1818) ; O Sławiańszczyźnie przed chrześcijaństwem oraz inne pisma i listy, opracował i wstępem opatrzył Julian Maślanka, Warszawa 1967
- Śpiewy sławiańskie pod strzechą wiejską zebrane – wydane po śmierci. Część w 1833 roku, całość w 1973 roku przez Ludową Spółdzielnię Wydawniczą (wstępem i komentarzem opatrzył Julian Maślanka, przedmową poprzedził J. Krzyżanowski).
- Stare-sta (1821).
- Próba wyjaśnienia słowa kniaź – ksiądz (1824)

Wszystkie rękopisy Zoriana zawierające podania i mity starosłowiańskie wciąż są niewydane.